# سكسارد
سكسارد (بالمجرية: Szekszárd)، هي مدينة صغيرة في جنوب المجر وعاصمة مقاطعة تولنا. يقدر عدد سكانها بـ 33,720 نسمة، ومساحتها 96.27 كم2 وترتفع عن سطح البحر 83 متر.

## المدن التوأمة
سكسارد لديها اتفاقيات توأمة مع المدن التالية:
- بيتشي، صربيا (1975)
- بيزونز، فرنسا (1967)
- بيتيغهايم-بيسينغن، ألمانيا (1989)
- فاجيت، رومانيا (1998)
- يايتسي، البوسنة والهرسك (2016)
- لوغوج، رومانيا (1993)
- مقاطعة ربنة، إيطاليا (1996)
- تورنيو، فنلندا (1986)
- وارجيم، بلجيكا (1993)

## أعلام
- أتيلا فيولا.
- دانييل بوده.
- جانوس غاراي.
- لاجوس بارتي ناغي.
- لازلو أوربان.